# Copa Intercontinental Le Mans
La Copa Intercontinental Le Mans (Intercontinental Le Mans Cup, abreviada ILMC) fue un torneo de carreras deportivas de resistencia organizado por el Automobile Club de l'Ouest (ACO) que comenzó en 2010. Los planes fueron anunciados por primera vez en junio de 2009 y confirmados en diciembre del mismo año.
Ambos sport prototipo y gran turismo eran elegibles para competir por el ILMC: las clases de LMP1 y GTE tenían una copa de fabricantes, mientras que todas las clases de ACO tenían copas de equipos siempre y cuando hubiera al menos cuatro participantes. 
Peugeot fue totalmente dominante ganando 9 de las 10 carreras durante los dos años.
Para 2012, la ACO y la FIA anunciaron la creación de un nuevo Campeonato Mundial de Resistencia de la FIA. Este campeonato usaría reglas similares para reemplazar a la Intercontinental Le Mans Cup.

## Historia
El calendario de 2010 comprendía los 1000 km de Silverstone (Silverstone, Reino Unido, 12 de septiembre), el Petit Le Mans (Road Atlanta, Estados Unidos, 2 de octubre) y los 1000 km de Zhuhai (Zhuhai, China, 7 de noviembre). Mientras tanto, el calendario de 2011 se expandió a siete carreras. Junto con las carreras de Silverstone (seis horas) y Petit Le Mans en fechas similares, el campeonato comenzó con las 12 Horas de Sebring (Sebring, Estados Unidos, marzo) antes de trasladarse a Europa para competir en una carrera de seis horas en Spa- Francorchamps en Bélgica en mayo, las 24 Horas de Le Mans (Le Mans, Francia, 11-12 junio), y otra carrera de seis horas en el circuito de Imola en Italia en julio. El final de la temporada se celebraro en China en el Circuito Internacional de Zhuhai.

## Campeones
| Temporada | Equipo LMP1         | Equipo LMP2      | Equipo GT1         | Equipo GT2/GTE Pro     | Equipo GTE Am      |
| Temporada | Constructor LMP1    |                  |                    | Constructor GT2/GTE    |                    |
| --------- | ------------------- | ---------------- | ------------------ | ---------------------- | ------------------ |
| 2010      | Peugeot Sport Total | OAK Racing       | Larbre Compétition | Team Felbermayr-Proton | Ninguno            |
| 2010      | Peugeot             |                  |                    | Ferrari                |                    |
| 2011      | Peugeot Sport Total | Signatech Nissan | Ninguno            | AF Corse               | Larbre Compétition |
| 2011      | Peugeot             |                  |                    | Ferrari                |                    |